# Pompiany
Pompiany (lit. Pumpėnai) – miasteczko na Litwie, położone w okręgu poniewieskim, w rejonie pozwolskim, nad rzeką Istrą, przy fragmencie Via Baltica z Poniewieża do Poswola. Miasteczko liczy 952 mieszkańców (2001).

## Historia
Podczas okupacji hitlerowskiej, 15 lipca 1941 roku Niemcy utworzyli getto dla żydowskich mieszkańców. Przebywało w nim około 600 osób. 26 sierpnia 1941 roku Niemcy zlikwidowali getto, a Żydów zamordowano w lesie Pasvalys. Sprawcami zbrodni byli żołnierze z Einsatzkommando 3, oraz litewskie służby bezpieczeństwa. 